# Липа Іван Львович
Ли́па Іва́н Львович (літературні псевдоніми — Петро Шелест, Іван Степовик, 24 лютого (8 березня) 1865, Керч — 13 листопада 1923, Винники) — український громадський і політичний діяч, письменник, за фахом лікар. Співзасновник таємного товариства «Братство тарасівців». Український комісар Одеси (1917), член ЦК Української партії соціалістів-самостійників, міністр віросповідань УНР (1919). Борець  за незалежність України у ХХ сторіччі. Батько Юрія Липи.

## Життєпис

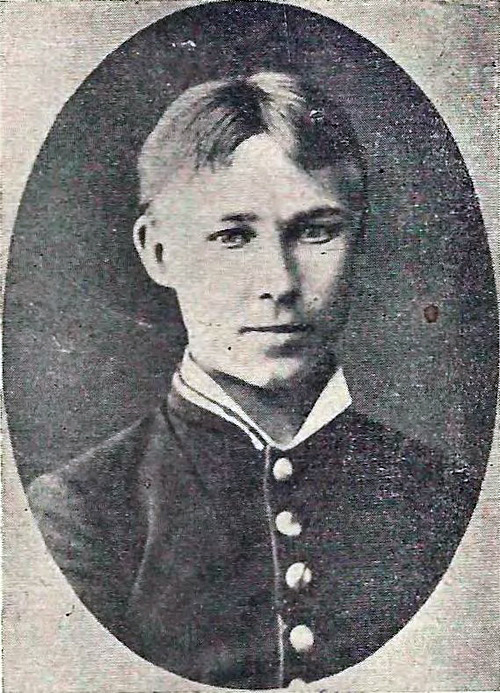
Іван Липа, 1881 рік

Народився в родині міщан. Батько, Лев Васильович, був відставним солдатом російської армії. За материнською лінією (Ганна Михайлівна Житецька) походив з козаків Полтавщини, що підтримували Івана Мазепу у його повстанні.
Навчався в церковнопарафіяльній школі при грецькій Іоано-Предтеченській церкві в Керчі. Відтак вступив до Олександрівської чоловічої гімназії в Керчі, де навчався у 1878–1887 роках і блискуче закінчив.
1888 вступив на медичний факультет Харківського університету.
1891 року став засновником таємного товариства «Братство тарасівців», яке мало на меті поширення ідей Тараса Шевченка та боротьбу за національне визволення українського народу. У цій справі також співпрацював із Борисом Грінченком та Миколою Міхновським. 1893 року Івана Липу заарештували за народницьку і проукраїнську діяльність та виключили із університету. Після 13 місяців ув'язнення ще три роки жив під наглядом поліції в Керчі.
У 1896 році поновив навчання на медичному факультеті Казанського університету, який закінчив 1897 року.

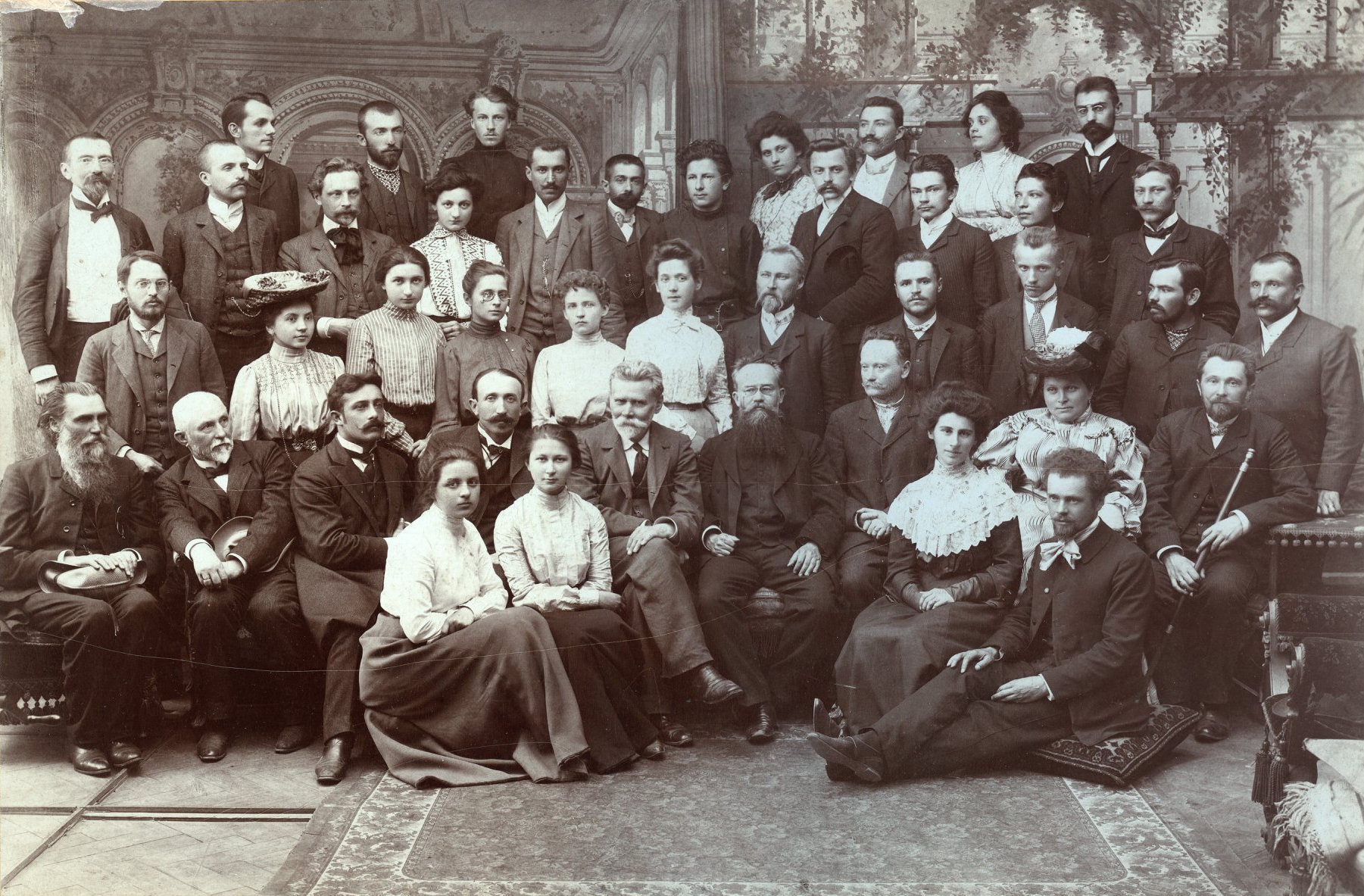
Викладачі та студенти Наукових курсів українознавства у Львові (організованих ТПУНЛШ), 5 липня 1904 р.
Зліва направо: перший ряд (сидять): М. Дверницька, В. Чикаленківна, А. Трушева, І. Труш;
другий ряд (сидять): П. Рябков, Т. Ревакович, І. Брик, М. Ганкевич, Хв. Вовк, М. Грушевський, І. Франко, М. Грушевська, Вол. Гнатюк;
третій ряд (стоять): Вол. Дорошенко, М. Підлісецька (Мудракова), Г. Чикаленківна, К. Голицинська, О. Андрієвська, М. Липа, І. Липа, Ф. Шолудько, В. Панейко, Л. Сміщук, Л. Гарматій;
четвертий ряд (стоять): Вол. Лаврівський, Е. Голицинський, Юл. Бачинський, М. Крушельницька (Дроздовська), Дм. Дорошенко, Я. Грушкевич, Л. Чикаленко, Мих. Грушкевич, Ст. Дольницький, А. Хомик, М. Росткович;
п'ятий ряд (стоять): Юл. Ситник, Ол. Скоропис, Дм. Розов, Д. Старосольська (Шухевичівна), Вол. Загайкевич, Т. Єрми (п-ні Боднарова), Мих. Мочульський.

У 1898 році працював лікарем в селі Липецьке Ананьївського повіту Херсонської губернії. З липня 1898 по лютий 1902 року — земський лікар містечка Мачухи Полтавського повіту (Мачуська волость, біля Полтави). У 1902 році переїхав до Одеси, де працював на митниці та санітарним лікарем.
У 1902—1912 роках працював лікарем в селі Дальник (біля Одеси). У 1904–1905 роках побудував у селі Дальник лікарню для незаможних жителів. З травня 1912 по грудень 1918 року жив у Одесі, займався лікарською практикою в районі «Ближні Мельниці».
У січні 1904 року одружився в Одесі з сільською вчителькою Марією Шепель-Шепеленко. У 1909 році в Старих Санжарах, як хрещений батько, разом з дружиною священника Григорія Прихожого — Євлампією Іванівною всиновив Григорія Андрійовича Геращенко. Після цього всиновленому змінили прізвище, ім'я та по батькові. Існує припущення, що Григорій Геращенко насправді був рідним сином Івана Липа від Єлизавети Геращенко, але народженим в родині священника Андрія Геращенка.
Іван Липа організував видавництво «Одеська літературна спілка», у 1905 році видав альманах «Багаття» (разом з дружиною), часто друкувався в українських часописах «Діло», «Народ», «Правда», «Буковина», «Зоря», «Літературний Науковий Вісник», «Українська Хата» та інших. Тісно співпрацював з одеською «Просвітою» і Одеським Літературним Товариством.

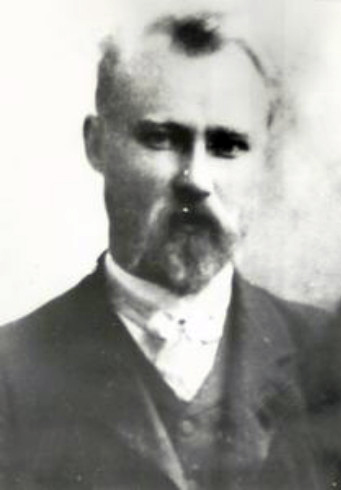
Іван Липа, 1917 рік

З початком Першої світової війни служив військовим лікарем у російській армії, брав участь в окупації Львова російськими військами восени 1914 року.
З березня по квітень 1918 року призначений українським комісаром Одеси, заснував українське видавництво «Народній Стяг». Потім, за часів Української держави, працював лікарським інспектором міста Одеси. На початку 1919 року переїхав до Києва. З 1919 належав до Української Партії Соціалістів-Самостійників, входив до складу її Центрального комітету.
У період Української Народної Республіки — керуючий управлінням культури і віровизнання в уряді. Був членом Всеукраїнської Національної Ради та Ради Республіки. 25 січня 1919 міністр культів УНР Іван Липа звернувся до духовенства та службовців духовного відомства з обіжником — зобов'язував вести усе церковне діловодство, особливо метричні книги, тільки українською мовою.
З серпня 1920 входив до складу комісії з підготовки Конституції УНР, деякий час був міністром охорони здоров'я в Уряді Української Народної Республіки в екзилі (в місті Тарнові, Польща). У 1920 році був засновником української благодійницької організації Блакитний Хрест.
На початку 1922 переїхав до Львова. 1 березня 1922 прибув у Винники, про що свідчить запис в особистому записнику.

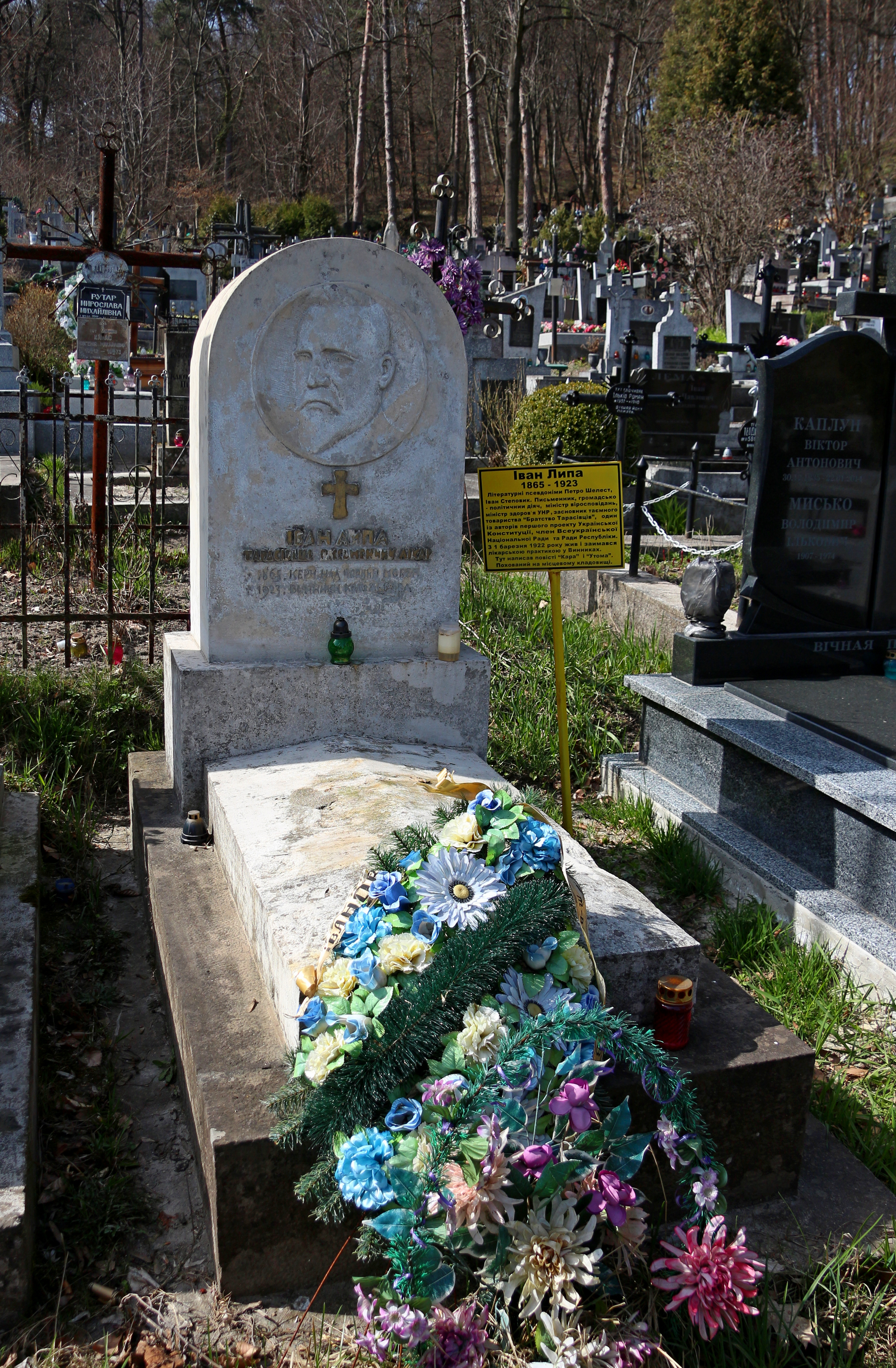
Надгробок на могилі Івана Липи на цвинтарі Винників

У Винниках провадив життя, позбавлене політики: займався лікарською практикою і писав. Мешкав як приватний лікар у хаті Марії Лозовської на вулиці Лесі Українки (колишня вулиця Шашкевича; будинок зберігся донині). У Винниках відкрив медичну амбулаторію з такою табличкою: «Д-р мед. Іван Липа. Приймає». Був переслідуваний польською поліцією, бо не мав дозволу на практику. Заробляв мало, тому жив дуже скромно.
Думками завжди був з близькими людьми, з якими розлучила доля, — дружиною Марією (залишилася в Одесі) і сином Юрієм (студент медичного факультету Познанського університету), з яким підтримував постійний зв'язок через листування.
У Винниках у той самий час мешкав Іван Огієнко, який постійно спілкувався з самотнім Іваном Липою. Огієнко залишив цікаві спогади про Івана Липу, про його життя і побут у Винниках (опубліковані в журналі «Наша культура» за 1937).
Огієнко у спогадах цитує Івана Липу: «Наш державний здвиг невгасимим вогнем запалить усі живі українські душі, і свого часу таки принесе відповідний плід. Помремо ми, але святий вогонь, що його ми сміливо запалили, уже ніколи не погасне. Це те, що переживе нас і створить найрозкішніші легенди в Україні…».
У Винниках написав новели «Кара» й «Утома», виткані, як писав його син Юрій, «ніби блакитним цвітом».
В листопаді 1923 року стан здоров'я Івана Липи різко погіршився (з травня 1919 хворів на рак шлунка).
Похований 15 листопада у Винниках. Ховав православного Івана Липу греко-католицький священик о. декан Григорій Гірняк (з дозволу митрополита Андрея Шептицького).
1937 році пам'ятник на могилі поставить син Юрій, а у вірші «Батькові» напише: «Шляхетне чоло мого батька укрийте пелюстками від троянд».

## Творчий доробок
Автор віршів, нарисів, оповідань та збірок «Тринадцять притч», «Оповіді про смерть, війну і любов»(1935) та ін.
Окремі видання:
- Липа І. Листи до М. Коцюбинського // Листи до Михайла Коцюбинського / Упорядк. та комент. В. Мазного. — Ніжин, 2002. — Т. ІІІ: Карманський-Мочульський. — С. 210—225.
- Липа І. Казки. — Львів: Світ дитини, 1998. — 96 с.
- Липа І. Тихе слово: Збірка казок. — Львів: Світ дитини, 1929. — 80 с.
- Липа І. Казки про волю. Т. 2. Чайка-Небога / Іван Липа. — Одеса: Нар. стяг, 1917. — 32 с.
- Липа І. Казки про волю. Т. 3 : Юрасів сад / Іван Липа. — Одеса: Нар. стяг, 1917. — 32 с.
- Липа І. Л. Казки про волю. Т. 4 : Хапко і Давець ; Т. 5 : Дідова Правда / Іван Липа. — Одеса: Нар. стяг, 1917. — 31 с., включ. обкл.
- Липа, Іван. Чорна Мара / Іван Липа: Київ, 1923. // Дніпро: календар-альманах. — 1923. — С. 23–24.
- Липа, Іван. Михайло Білінський / Іван Липа: Київ, 1925. // Дніпро: календар-альманах. — 1925. — С. 135—137.
- Липа, Іван. Мій ведмедик / Іван Липа: Київ, 1925. // Дніпро: календар-альманах. — 1925. — С. 38–44.
- Липа, Ів. Як я пішов у революцію: (уривок із щоденника) / Ів. Липа: Київ, 1928. // Дніпро: календар-альманах. — 1928. — С. 95–99.
- Липа, Іван. «Тарасовці»: (зі споминів) / Іван Липа // Письмо просвіти. — 1922. — Ч. 11–12. — С. 91–92.
- Липа, Іван. Живі свідки / Іван Липа // Літературно-науковий вістник. — 1903. — Річник 6, т. 23. — С. 87–91.
- Липа, Іван. Туман / Іван Липа // Літературно-науковий вістник. — 1904. — Річник 7, т. 27. — С. 50–59.
- Липа, Іван. Так минали століття / Іван Липа // Літературно-науковий вістник. — 1905. — Річник 8, т. 39. — С. 6–9.
- Липа, Іван. Сім братів / Іван Липа // Літературно-науковий вістник. — 1899. — Річник 2, т. 8. — С. 198—204.
- Липа, Іван. «Страшний ворог». Книжка про горілку. Написала М. Загірня … / Іван Липа // Літературно-науковий вістник. — 1900. — Річник 3, т. 9. — С. 118—124.

## Вшанування пам'яті

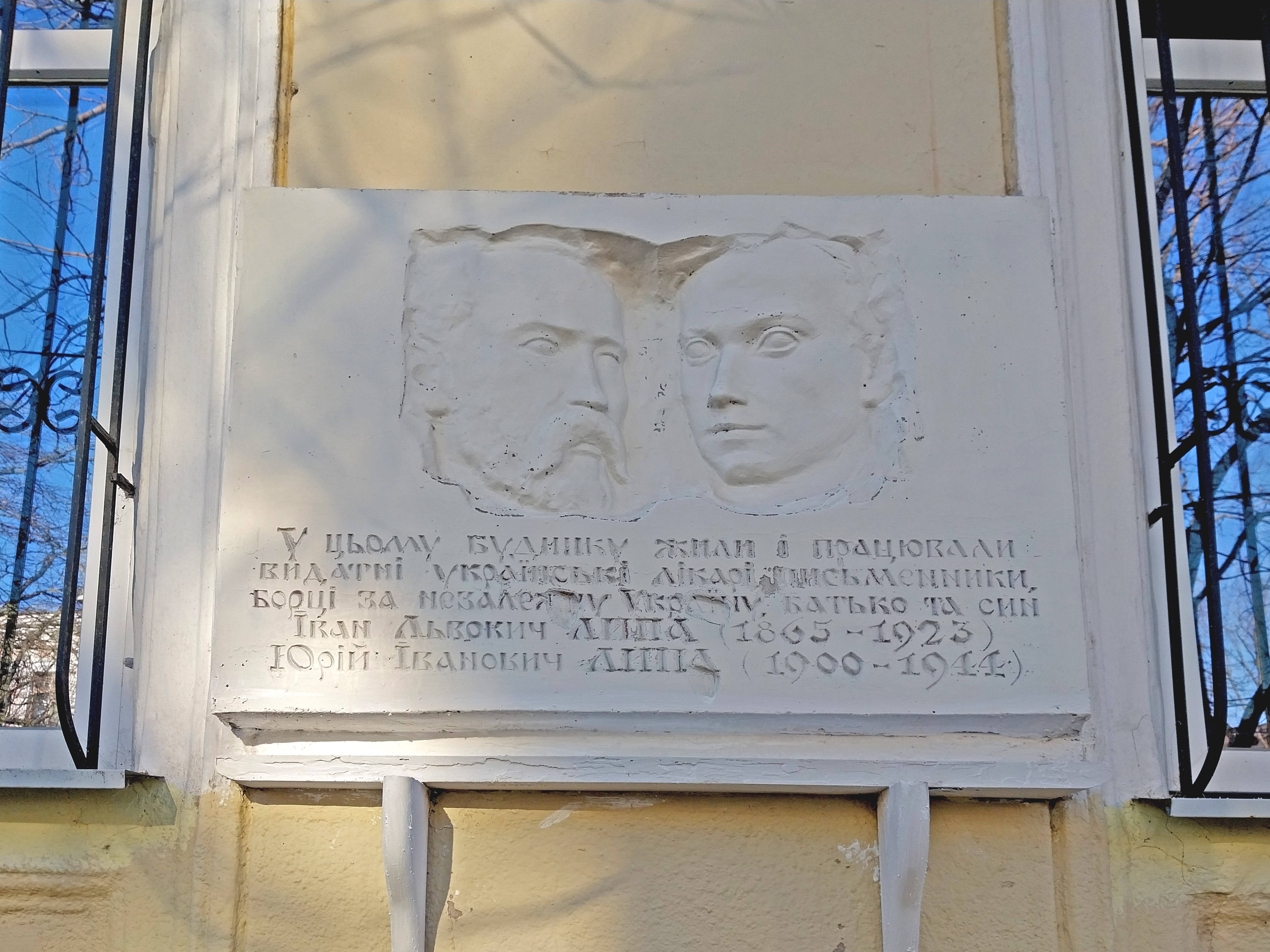
Меморіальна дошка в Одесі

20 травня 2015 року в Полтаві провулок 2-й Дундича було перейменовано на провулок Івана Липи. В Одесі ім'ям Івана та Юрія Лип названа вулиця, ще одна вулиця названа на честь Івана Липи у місті Винники Львівської області.
9 жовтня 2020 року у селі Мачухи Полтавської області було встановлено меморіальну дошку на честь Івана та Юрія Лип.
У Одесі вулицю Гайдара перейменували на вулицю Івана та Юрія Лип. Таку саму назву дістала вулиця Убийвовк у селі Мачухи.
У місті Харків проїзд Братський 2-й перейменували на проїзд Івана Липи.